# 14e étape du Tour d'Espagne 2004
Pour un article plus général, voir Tour d'Espagne 2004.
La 14e étape du Tour d'Espagne 2004 a eu lieu le 18 septembre 2004 entre la ville de Malagaet celle de Grenade sur une distance de 167 km. Elle a été remportée par l'Espagnol Santiago Pérez (Phonak Hearing Systems) devant ses compatriotes Alejandro Valverde (Comunidad Valenciana-Kelme) et Luis Pérez Rodríguez (Cofidis-Le Crédit par Téléphone). Roberto Heras (Liberty Seguros) conserve le maillot de leader à l'issue de l'étape.

## Classement de l'étape
| \| Classement de l'étape \| Classement de l'étape \| Classement de l'étape \| Classement de l'étape \| Classement de l'étape \| \| Coureur \| Coureur \| Pays \| Équipe \| Temps \| \| --------------------- \| --------------------- \| --------------------- \| ------------------------------- \| --------------------- \| \| 1er \| Santiago Pérez \| Espagne \| Phonak Hearing Systems \| 4 h 06 min 34 s \| \| 2e \| Alejandro Valverde \| Espagne \| Comunidad Valenciana-Kelme \| + 46 s \| \| 3e \| Luis Pérez Rodríguez \| Espagne \| Cofidis-Le Crédit par Téléphone \| + 46 s \| \| 4e \| Francisco Mancebo \| Espagne \| Illes Balears-Banesto \| + 46 s \| \| 5e \| Isidro Nozal \| Espagne \| Liberty Seguros \| + 46 s \| \| 6e \| Carlos Sastre \| Espagne \| CSC \| + 46 s \| \| 7e \| Roberto Heras \| Espagne \| Liberty Seguros \| + 46 s \| \| 8e \| Leonardo Piepoli \| Italie \| Saunier Duval-Prodir \| + 46 s \| \| 9e \| Carlos García Quesada \| Espagne \| Comunidad Valenciana-Kelme \| + 46 s \| \| 10e \| David Blanco \| Espagne \| Comunidad Valenciana-Kelme \| + 2 min 08 s \| |                       |         |                                 |                 |
| |                       |         |                                 |                 |
| |                       |         |                                 |                 |
| Classement de l'étape |                       |         |                                 |                 |
| Coureur | Coureur               | Pays    | Équipe                          | Temps           |
| 1er | Santiago Pérez        | Espagne | Phonak Hearing Systems          | 4 h 06 min 34 s |
| 2e | Alejandro Valverde    | Espagne | Comunidad Valenciana-Kelme      | + 46 s          |
| 3e | Luis Pérez Rodríguez  | Espagne | Cofidis-Le Crédit par Téléphone | + 46 s          |
| 4e | Francisco Mancebo     | Espagne | Illes Balears-Banesto           | + 46 s          |
| 5e | Isidro Nozal          | Espagne | Liberty Seguros                 | + 46 s          |
| 6e | Carlos Sastre         | Espagne | CSC                             | + 46 s          |
| 7e | Roberto Heras         | Espagne | Liberty Seguros                 | + 46 s          |
| 8e | Leonardo Piepoli      | Italie  | Saunier Duval-Prodir            | + 46 s          |
| 9e | Carlos García Quesada | Espagne | Comunidad Valenciana-Kelme      | + 46 s          |
| 10e | David Blanco          | Espagne | Comunidad Valenciana-Kelme      | + 2 min 08 s    |

## Classement général
| \| Classement général \| Classement général \| Classement général \| Classement général \| Classement général \| \| Coureur \| Coureur \| Pays \| Équipe \| Temps \| \| ------------------ \| -------------------------- \| ------------------ \| ----------------------------- \| ------------------ \| \| 1er \| Roberto Heras \| Espagne \| Liberty Seguros \| 53 h 00 min 05 s \| \| 2e \| Francisco Mancebo \| Espagne \| Illes Balears-Banesto \| + 35 s \| \| 3e \| Alejandro Valverde \| Espagne \| Comunidad Valenciana-Kelme \| + 49 s \| \| 4e \| Isidro Nozal \| Espagne \| Liberty Seguros \| + 1 min 12 s \| \| 5e \| Carlos Sastre \| Espagne \| CSC \| + 3 min 16 s \| \| 6e \| Santiago Pérez \| Espagne \| Phonak Hearing Systems \| + 3 min 36 s \| \| 7e \| Floyd Landis \| États-Unis \| US Postal Service-Berry Floor \| + 4 min 19 s \| \| 8e \| Manuel Beltrán \| Espagne \| US Postal Service-Berry Floor \| + 4 min 40 s \| \| 9e \| José Ángel Gómez Marchante \| Espagne \| Costa de Almería-Paternina \| + 6 min 43 s \| \| 10e \| Carlos García Quesada \| Espagne \| Comunidad Valenciana-Kelme \| + 7 min 26 s \| |                            |            |                               |                  |
| |                            |            |                               |                  |
| |                            |            |                               |                  |
| Classement général |                            |            |                               |                  |
| Coureur | Coureur                    | Pays       | Équipe                        | Temps            |
| 1er | Roberto Heras              | Espagne    | Liberty Seguros               | 53 h 00 min 05 s |
| 2e | Francisco Mancebo          | Espagne    | Illes Balears-Banesto         | + 35 s           |
| 3e | Alejandro Valverde         | Espagne    | Comunidad Valenciana-Kelme    | + 49 s           |
| 4e | Isidro Nozal               | Espagne    | Liberty Seguros               | + 1 min 12 s     |
| 5e | Carlos Sastre              | Espagne    | CSC                           | + 3 min 16 s     |
| 6e | Santiago Pérez             | Espagne    | Phonak Hearing Systems        | + 3 min 36 s     |
| 7e | Floyd Landis               | États-Unis | US Postal Service-Berry Floor | + 4 min 19 s     |
| 8e | Manuel Beltrán             | Espagne    | US Postal Service-Berry Floor | + 4 min 40 s     |
| 9e | José Ángel Gómez Marchante | Espagne    | Costa de Almería-Paternina    | + 6 min 43 s     |
| 10e | Carlos García Quesada      | Espagne    | Comunidad Valenciana-Kelme    | + 7 min 26 s     |

## Classements annexes
| Classement par points | Classement par points | Classement par points | Classement par points      | Classement par points |
| Coureur               | Coureur               | Pays                  | Équipe                     | Points                |
| --------------------- | --------------------- | --------------------- | -------------------------- | --------------------- |
| 1er                   | Erik Zabel            | Allemagne             | T-Mobile                   | 148 pts               |
| 2e                    | Alessandro Petacchi   | Italie                | Fassa Bortolo              | 120 pts               |
| 3e                    | Alejandro Valverde    | Espagne               | Comunidad Valenciana-Kelme | 106 pts               |
| 4e                    | Roberto Heras         | Espagne               | Liberty Seguros            | 81 pts                |
| 5e                    | Francisco Mancebo     | Espagne               | Illes Balears-Banesto      | 73 pts                |

| Classement par points | Classement par points | Classement par points | Classement par points      | Classement par points |
| Coureur               | Coureur               | Pays                  | Équipe                     | Points                |
| --------------------- | --------------------- | --------------------- | -------------------------- | --------------------- |
| 1er                   | Erik Zabel            | Allemagne             | T-Mobile                   | 148 pts               |
| 2e                    | Alessandro Petacchi   | Italie                | Fassa Bortolo              | 120 pts               |
| 3e                    | Alejandro Valverde    | Espagne               | Comunidad Valenciana-Kelme | 106 pts               |
| 4e                    | Roberto Heras         | Espagne               | Liberty Seguros            | 81 pts                |
| 5e                    | Francisco Mancebo     | Espagne               | Illes Balears-Banesto      | 73 pts                |

| Classement de la montagne | Classement de la montagne | Classement de la montagne | Classement de la montagne  | Classement de la montagne |
| Coureur                   | Coureur                   | Pays                      | Équipe                     | Points                    |
| ------------------------- | ------------------------- | ------------------------- | -------------------------- | ------------------------- |
| 1er                       | Roberto Heras             | Espagne                   | Liberty Seguros            | 67 pts                    |
| 2e                        | Francisco Mancebo         | Espagne                   | Illes Balears-Banesto      | 60 pts                    |
| 3e                        | Félix Cárdenas            | Colombie                  | Cafés Baqué                | 58 pts                    |
| 4e                        | José Miguel Elías         | Espagne                   | Relax-Bodysol              | 50 pts                    |
| 5e                        | Eladio Jiménez            | Espagne                   | Comunidad Valenciana-Kelme | 42 pts                    |

| Classement de la montagne | Classement de la montagne | Classement de la montagne | Classement de la montagne  | Classement de la montagne |
| Coureur                   | Coureur                   | Pays                      | Équipe                     | Points                    |
| ------------------------- | ------------------------- | ------------------------- | -------------------------- | ------------------------- |
| 1er                       | Roberto Heras             | Espagne                   | Liberty Seguros            | 67 pts                    |
| 2e                        | Francisco Mancebo         | Espagne                   | Illes Balears-Banesto      | 60 pts                    |
| 3e                        | Félix Cárdenas            | Colombie                  | Cafés Baqué                | 58 pts                    |
| 4e                        | José Miguel Elías         | Espagne                   | Relax-Bodysol              | 50 pts                    |
| 5e                        | Eladio Jiménez            | Espagne                   | Comunidad Valenciana-Kelme | 42 pts                    |

| Classement du combiné | Classement du combiné | Classement du combiné | Classement du combiné      | Classement du combiné |
| Coureur               | Coureur               | Pays                  | Équipe                     | Points                |
| --------------------- | --------------------- | --------------------- | -------------------------- | --------------------- |
| 1er                   | Roberto Heras         | Espagne               | Liberty Seguros            | 6 pts                 |
| 2e                    | Francisco Mancebo     | Espagne               | Illes Balears-Banesto      | 9 pts                 |
| 3e                    | Alejandro Valverde    | Espagne               | Comunidad Valenciana-Kelme | 12 pts                |
| 4e                    | Isidro Nozal          | Espagne               | Liberty Seguros            | 19 pts                |
| 5e                    | Santiago Pérez        | Espagne               | Phonak Hearing Systems     | 25 pts                |

| Classement du combiné | Classement du combiné | Classement du combiné | Classement du combiné      | Classement du combiné |
| Coureur               | Coureur               | Pays                  | Équipe                     | Points                |
| --------------------- | --------------------- | --------------------- | -------------------------- | --------------------- |
| 1er                   | Roberto Heras         | Espagne               | Liberty Seguros            | 6 pts                 |
| 2e                    | Francisco Mancebo     | Espagne               | Illes Balears-Banesto      | 9 pts                 |
| 3e                    | Alejandro Valverde    | Espagne               | Comunidad Valenciana-Kelme | 12 pts                |
| 4e                    | Isidro Nozal          | Espagne               | Liberty Seguros            | 19 pts                |
| 5e                    | Santiago Pérez        | Espagne               | Phonak Hearing Systems     | 25 pts                |

| Classement par équipes | Classement par équipes        | Classement par équipes | Classement par équipes |
| Équipe                 | Équipe                        | Pays                   | Temps                  |
| ---------------------- | ----------------------------- | ---------------------- | ---------------------- |
| 1re                    | Comunidad Valenciana-Kelme    | Espagne                | 159 h 08 min 03 s      |
| 2e                     | Liberty Seguros               | Espagne                | + 6 min 21 s           |
| 3e                     | US Postal Service-Berry Floor | États-Unis             | + 25 min 06 s          |
| 4e                     | Costa de Almería-Paternina    | Espagne                | + 25 min 54 s          |
| 5e                     | Illes Balears-Banesto         | Espagne                | + 26 min 30 s          |

| Classement par équipes | Classement par équipes        | Classement par équipes | Classement par équipes |
| Équipe                 | Équipe                        | Pays                   | Temps                  |
| ---------------------- | ----------------------------- | ---------------------- | ---------------------- |
| 1re                    | Comunidad Valenciana-Kelme    | Espagne                | 159 h 08 min 03 s      |
| 2e                     | Liberty Seguros               | Espagne                | + 6 min 21 s           |
| 3e                     | US Postal Service-Berry Floor | États-Unis             | + 25 min 06 s          |
| 4e                     | Costa de Almería-Paternina    | Espagne                | + 25 min 54 s          |
| 5e                     | Illes Balears-Banesto         | Espagne                | + 26 min 30 s          |